# Ping-Pong-Diplomatie

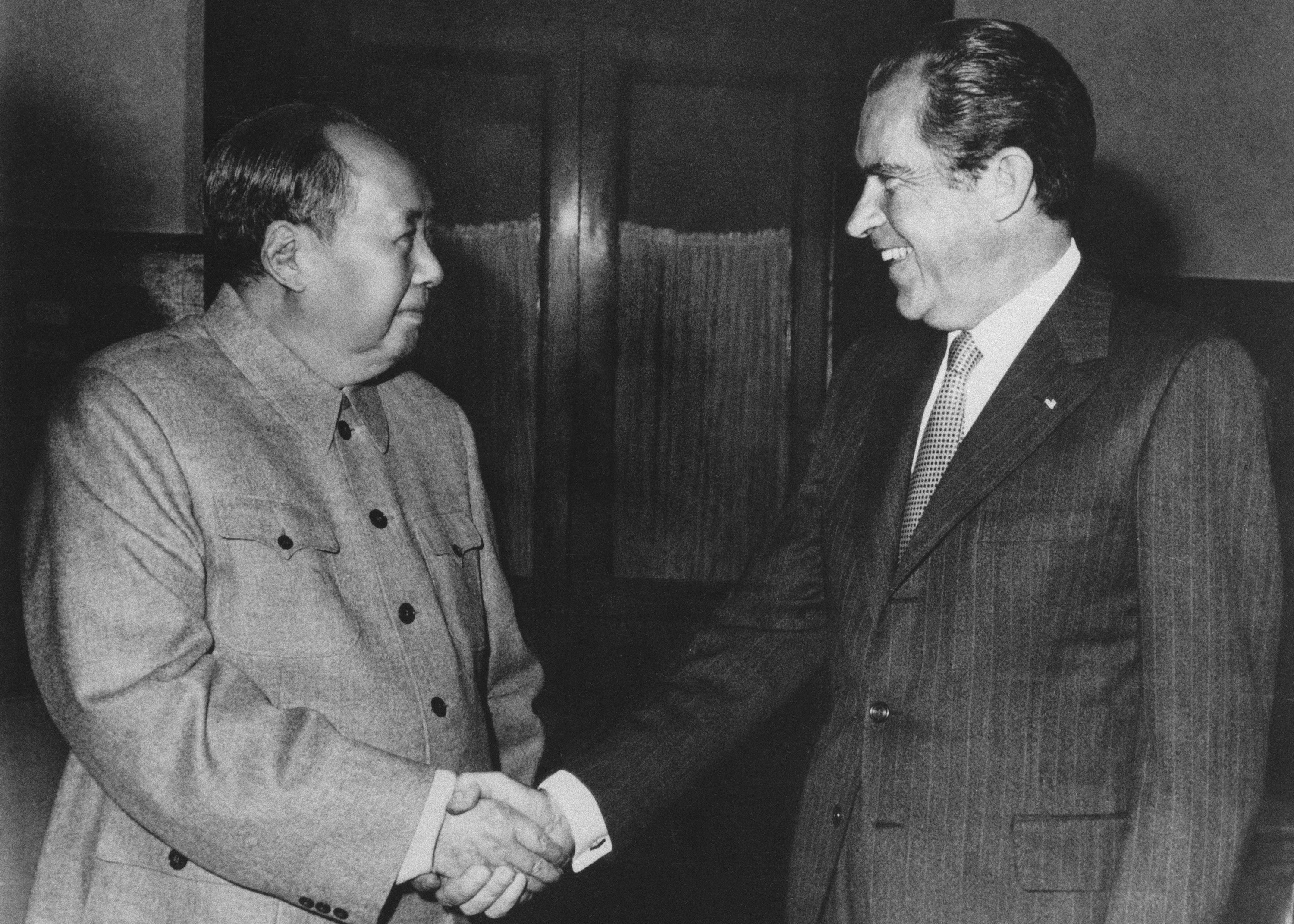
Treffen Maos mit Nixon in Peking 1972

Als Ping-Pong-Diplomatie (chinesisch 乒乓外交, Pinyin Pīngpāng wàijiāo, englisch Ping-pong diplomacy) bezeichnet man die politische Annäherung der Volksrepublik China und der USA in den 1970er Jahren mit Hilfe des Tischtennissports.
In den 1950er und 1960er Jahren hatten die USA und China versucht, mit „normalen“ diplomatischen Mitteln die Beziehungen zu verbessern; die sogenannten Warschauer Gespräche brachten aber nicht die erhofften Ergebnisse.
Zu Hilfe kamen hier schließlich die Tischtennisspieler. Während der Weltmeisterschaft 1971 in Nagoya (Japan) freundeten sich die Spieler Glenn Cowan (USA) und Zhuang Zedong (China) an. Daraufhin lud Sung Chung, der Generalsekretär des chinesischen Tischtennisverbands, am 7. April 1971 die amerikanischen Spieler nach Peking ein.
Diesem Besuch folgten weitere Treffen von hochrangigen Politikern (Henry Kissinger im Juli 1971 sowie Richard Nixon im Februar 1972), wodurch Spannungen abgebaut und die Beziehungen verbessert wurden. Diese Ereignisse sind heute unter dem Begriff Ping-Pong-Diplomatie bekannt.
Die Einladung der US-Amerikaner nach Peking ist unter anderem im Film Forrest Gump dargestellt, als Gump als einer dieser Tischtennisspieler nach Peking reist und danach Nixon trifft.

## Hintergrund
Die Vereinigten Staaten von Amerika sahen die Volksrepublik China als eine Aggressor-Nation an und erzwangen eine ökonomische Eindämmungspolitik einschließlich eines Embargos gegen die VR China, nachdem diese 1950 in den Koreakrieg eingetreten war. Nach etwa 20 Jahren diplomatischem und wirtschaftlichem Stillstand zwischen beiden Nationen sahen beide es als einen Vorteil an, sich einander zu öffnen. „Die 31. Tischtennis-Weltmeisterschaft, abgehalten in Nagoya, Japan, bot eine Möglichkeit für beide – China und die USA.“

## Nixons Besuch
Zwei Monate nach Richard Nixons Besuch in China reiste Zhuang Zedong als Chef der chinesischen Tischtennis-Delegation im April 1972 in die USA. Auf seiner Reiseroute besuchte er auch Kanada, Mexiko und Peru. Dennoch waren Chinas Versuche, die Länder durch die „Ping-Pong-Diplomatie“ zu erreichen, nicht immer erfolgreich. Die Tischtennis-Vereinigung All Indonesia lehnte eine Einladung Chinas im Oktober 1971 mit der Begründung ab, dass Chinas Einladung die Reputation Chinas erhöhen würde. Da weder sowjetische Athleten noch Journalisten in China nach dem Auftritt der amerikanischen Spieler erschienen, entstand der Eindruck, dass dies eine Verachtung beider Länder gegenüber der UdSSR darstelle.

## Philatelie
Von der Republik Guinea wurden am 13. Dezember 1971 gezähnte Briefmarken zur „Ping-Pong-Diplomatie“ auf metallbeschichtetem Papier herausgegeben (Michel-Katalog Nr. 597–605). Dazu gab es einen Ersttagsstempel mit dem Text „Ping-Pong“ von Conakry.
Zum 35-jährigen Jubiläum der „Ping-Pong-Diplomatie“ wurde vom 1. bis 3. April 2006 ein bildgleicher schwarzer und roter Sonderstempel in Changzhou (Volksrepublik China) verwendet. Auf dem Sonderstempel sind u. a. die Flaggen der USA und der Volksrepublik China sowie zwei Tischtennisschläger abgebildet.